# Dakar-rali
A Dakar-rali (A Dakar, Párizs–Dakar) egy évente megrendezett, sivatagi tereprali verseny. 1979-ben rendezték meg először, Párizs és Dakar között. A viadal alapítója a francia Thierry Sabine, aki haláláig főszervezőként is tevékenykedett.
A Dakar-ralin négy kategóriában versenyeznek a résztvevők. Autók és motorok kategóriában már az első versenyen is el lehetett indulni. A második ralin felvették a kamionok kategóriát is a versenybe. 2009-ben bővült újra a rajtlista új gépekkel. Ekkor csatlakozott a quadok kategória.
A Dakar-rali tradicionálisan Párizs és Dakar között zajlik, de a verseny története folyamán többször is adódott olyan alkalom, hogy nem Dakar, hanem másik város volt a célállomás. 2008. január 4-én jelentették be, hogy a tervek szerint január 5-én induló 2008-as rali biztonsági okok miatt elmarad. 2009-től a verseny átkerült Dél-Amerikába, de a Dakar-rali nevet a hagyományok miatt megtartották. A versenyt 2020-ban Ázsiában, Szaúd-Arábiában bonyolították le.
A Dakar-rali legsikeresebb versenyzője a francia Stéphane Peterhansel, aki hatszor motorral és hétszer autóval nyert.

## Története
A történet egy milliárdos fiatallal, Thierry Sabine-nel kezdődött, mikor egy autóversenyen eltévedt a sivatagban. A kaland majdnem az életébe került, de végül is haza tudott térni Franciaországba, és elhatározta, hogy másokkal is megosztja az élményt. Az először 1978-ban elindított túra útvonala eredetileg a franciaországi Párizs és a szenegáli Dakar között vezetett, azóta politikai és más tényezők miatt ez többször is változott. A versenyzők kezdetben csak saját szórakoztatásukra indultak, de néhány év alatt megjelentek a rangos gyári csapatok is (Porsche, DAF, japán márkák).
Megszületése óta először töröltek Dakar-ralit, miután 2007. december végén terroristák megöltek négy francia turistát és három katonát Mauritániában. A szervezők a francia kormány kérésére lefújták a 2008-as versenyt.

### Útvonalai
- 1979–1980: Párizs–Dakar
- 1981–1988: Párizs–Algír–Dakar
- 1989: Párizs–Tunisz–Dakar
- 1990–1991: Párizs–Tripoli–Dakar
- 1992: Párizs–Fokváros
- 1993: Párizs–Dakar
- 1994: Párizs–Dakar–Párizs
- 1995–1996: Granada–Dakar
- 1997: Dakar–Agadez–Dakar
- 1998: Párizs–Granada–Dakar
- 1999: Granada–Dakar
- 2000: Párizs–Dakar–Kairó[5]
- 2001: Párizs–Dakar
- 2002: Arras–Madrid–Dakar
- 2003: Marseille–Sarm es-Sejk
- 2004: Clermont-Ferrand–Dakar
- 2005: Barcelona–Dakar
- 2006–2007: Lisszabon–Dakar

Országok melyeken már áthaladt történelme alatt a Dakar. Narancssárgával azok az országok, melyeken csak 1992-ben haladt át.

- 2009: Buenos Aires–Valparaíso–Buenos Aires
- 2010: Buenos Aires–Antofagasta–Buenos Aires
- 2011: Buenos Aires–Arica–Buenos Aires
- 2012: Mar del Plata–Copiapo–Lima
- 2013: Lima–San Miguel de Tucumán–Santiago de Chile
- 2014: Rosario-Salta–Valparaíso
- 2015: Buenos Aires–Iquique-Buenos Aires
- 2016: Buenos Aires–Salta-Rosario
- 2017: Asunción–La Paz–Buenos Aires
- 2018: Lima–La Paz–Córdoba
- 2019: Lima–Lima
- 2020: Dzsidda–Rijád, Al-Qiddiya

### Érintett országok
| Ország        | #  |
| ------------- | -- |
| Szenegál      | 28 |
| Mali          | 22 |
| Franciaország | 21 |
| Mauritánia    | 21 |
| Spanyolország | 15 |
| Marokkó       | 13 |
| Niger         | 13 |
| Algéria       | 11 |
| Burkina Faso  | 6  |
| Guinea        | 6  |
| Líbia         | 6  |
| Argentína     | 4  |
| Chile         | 4  |
| Portugália    | 3  |

| Ország                    | # |
| ------------------------- | - |
| Angola                    | 2 |
| Csád                      | 2 |
| Egyiptom                  | 2 |
| Elefántcsontpart          | 2 |
| Peru                      | 2 |
| Tunézia                   | 2 |
| Dél-afrikai Köztársaság   | 1 |
| Gabon                     | 1 |
| Kamerun                   | 1 |
| Kongói Köztársaság        | 1 |
| Közép-afrikai Köztársaság | 1 |
| Namíbia                   | 1 |
| Sierra Leone              | 1 |

## Eddigi győztesek
Az alábbi táblázatban olvashatók a Dakar-rali győzteseinek listája, kategóriánként.
| Évszám | Autók                                  | Autók                   | Motorok              | Motorok                     | Kamionok              | Kamionok        |
| Évszám | Versenyző Navigátor                    | Típus                   | Versenyző            | Típus                       | Versenyző             | Típus           |
| ------ | -------------------------------------- | ----------------------- | -------------------- | --------------------------- | --------------------- | --------------- |
| 1979   | Alain Génestier Joseph Terbiaut        | Range Rover             | Cyril Neveu          | Yamaha XT500                |                       |                 |
| 1980   | Freddy Kottulinsky Gerd Löffelmann     | Volkswagen Iltis        | Cyril Neveu          | Yamaha XT500                | Ataquat               | Sonacome        |
| 1981   | René Metge Bernard Giroux              | Range Rover             | Hubert Auriol        | BMW GS800R                  | Adrien Villette       | ALM/ACMAT       |
| 1982   | Claude Marreau Bernard Marreau         | Renault 20              | Cyril Neveu          | Honda XR550                 | Georges Groine        | Mercedes-Benz   |
| 1983   | Jacky Ickx Claude Brasseur             | Mercedes 280 G          | Hubert Auriol        | BMW GS800R                  | Georges Groine        | Mercedes-Benz   |
| 1984   | René Metge Dominique Lemoyne           | Porsche 911             | Gaston Rahier        | BMW GS980R                  | Pierre Lalleu         | Mercedes-Benz   |
| 1985   | Patrick Zaniroli Jean Da Silva         | Mitsubishi Pajero       | Gaston Rahier        | BMW GS980R                  | Karl-Friedrich Capito | Mercedes-Benz   |
| 1986   | René Metge Dominique Lemoyne           | Porsche 959             | Cyril Neveu          | Honda NXR750V               | Giacomo Vismara       | Mercedes-Benz   |
| 1987   | Ari Vatanen Bernard Giroux             | Peugeot 205 T16         | Cyril Neveu          | Honda NXR750V               | Jan de Rooy           | DAF             |
| 1988   | Juha Kankkunen Juha Piironen           | Peugeot 205 T16         | Edi Orioli           | Honda NXR800V               | Karel Loprais         | Tatra           |
| 1989   | Ari Vatanen Bruno Berglund             | Peugeot 405 T16         | Gilles Lalay         | Honda NXR800V               |                       |                 |
| 1990   | Ari Vatanen Bruno Berglund             | Peugeot 405 T16         | Edi Orioli           | Cagiva Elefant 900          | Villa                 | Perlini         |
| 1991   | Ari Vatanen Bruno Berglund             | Citroën ZX              | Stéphane Peterhansel | Yamaha YZE750T              | Jacques Houssat       | Perlini         |
| 1992   | Hubert Auriol Philippe Monnet          | Mitsubishi Pajero       | Stéphane Peterhansel | Yamaha YZE850T              | Francesco Perlini     | Perlini         |
| 1993   | Bruno Saby Dominique Seriyes           | Mitsubishi Pajero       | Stéphane Peterhansel | Yamaha YZE850T              | Francesco Perlini     | Perlini         |
| 1994   | Pierre Lartigue Michel Perin           | Citroën ZX              | Edi Orioli           | Cagiva Elefant 900          | Karel Loprais         | Tatra           |
| 1995   | Pierre Lartigue Michel Perin           | Citroën ZX              | Stéphane Peterhansel | Yamaha YZE850T              | Karel Loprais         | Tatra           |
| 1996   | Pierre Lartigue Michel Perin           | Citroën ZX              | Edi Orioli           | Yamaha YZE850T              | Viktor Moskovskikh    | Kamaz           |
| 1997   | Sinodzuka Kendzsiró Henri Magne        | Mitsubishi Pajero       | Stéphane Peterhansel | Yamaha YZE850T              | Peter Reif            | Hino            |
| 1998   | Jean-Pierre Fontenay Gilles Picard     | Mitsubishi Pajero       | Stéphane Peterhansel | Yamaha YZE850T              | Karel Loprais         | Tatra           |
| 1999   | Jean-Louis Schlesser Philippe Monnet   | Schlesser-Renault Buggy | Richard Sainct       | BMW F650RR                  | Karel Loprais         | Tatra           |
| 2000   | Jean-Louis Schlesser Henri Magne       | Schlesser-Renault Buggy | Richard Sainct       | BMW F650RR                  | Vlagyimir Csagin      | Kamaz           |
| 2001   | Jutta Kleinschmidt Andreas Schulz      | Mitsubishi Pajero       | Fabrizio Meoni       | KTM LC4 660R                | Karel Loprais         | Tatra           |
| 2002   | Maszuoka Hirosi Pascal Maimon          | Mitsubishi Pajero       | Fabrizio Meoni       | KTM LC8 950R                | Vlagyimir Csagin      | Kamaz           |
| 2003   | Maszuoka Hirosi Andreas Schulz         | Mitsubishi Pajero       | Richard Sainct       | KTM LC4 660R                | Vlagyimir Csagin      | Kamaz           |
| 2004   | Stéphane Peterhansel Jean-Paul Cottret | Mitsubishi Pajero       | Nani Roma            | KTM LC4 660R                | Vlagyimir Csagin      | Kamaz           |
| 2005   | Stéphane Peterhansel Jean-Paul Cottret | Mitsubishi Pajero       | Cyril Despres        | KTM LC4 660R                | Firdaus Kabirov       | Kamaz           |
| 2006   | Luc Alphand Gilles Picard              | Mitsubishi Pajero       | Marc Coma            | KTM LC4 660R                | Vlagyimir Csagin      | Kamaz           |
| 2007   | Stéphane Peterhansel Jean-Paul Cottret | Mitsubishi Pajero       | Cyril Despres        | KTM 690 Rally               | Hans Stacey           | MAN             |
| 2009   | Giniel de Villiers Dirk Von Zitzewitz  | Volkswagen Touareg      | Marc Coma            | KTM 690 Rally               | Firdaus Kabirov       | Kamaz           |
| 2010   | Carlos Sainz Lucas Cruz                | Volkswagen Touareg      | Cyril Despres        | KTM 690 Rally               | Vlagyimir Csagin      | Kamaz           |
| 2011   | Nászer el-Attija Timo Gottschalk       | Volkswagen Touareg      | Marc Coma            | KTM 450 Rally               | Vlagyimir Csagin      | Kamaz           |
| 2012   | Stéphane Peterhansel Jean-Paul Cottret | MINI                    | Cyril Despres        | KTM 450 Rally               | Gerard de Rooy        | Iveco           |
| 2013   | Stéphane Peterhansel Jean-Paul Cottret | MINI                    | Cyril Despres        | KTM 450 Rally               | Eduard Nyikolajev     | Kamaz           |
| 2014   | Nani Roma Michel Périn                 | MINI                    | Marc Coma            | KTM 450 Rally               | Andrej Karginov       | Kamaz           |
| 2015   | Nászer el-Attija Matthieu Baumel       | MINI                    | Marc Coma            | KTM 450 Rally               | Ajrat Mardejev        | Kamaz           |
| 2016   | Stéphane Peterhansel Jean-Paul Cottret | Peugeot 2008 DKR        | Toby Price           | KTM 450 Rally               | Gerard de Rooy        | Iveco PowerStar |
| 2017   | Stéphane Peterhansel Jean-Paul Cottret | Peugeot 3008 DKR        | Sam Sunderland       | KTM 450 Rally               | Eduard Nyikolajev     | Kamaz           |
| 2018   | Carlos Sainz Lucas Cruz                | Team Peugeot Total      | Matthias Walkner     | Red Bull KTM Factory Racing | Eduard Nyikolajev     | Kamaz           |
| 2019   | Nászer el-Attija Matthieu Baumel       | Toyota Hilux Dakar      | Toby Price           | KTM 450 Rally               | Eduard Nyikolajev     | Kamaz           |
| 2020   | Carlos Sainz Lucas Cruz                | Bahrain JCW X-Raid Team | Ricky Brabec         | Honda                       | Andrej Karginov       | Kamaz           |
| 2021   | Stéphane Peterhansel Boulanger         | Mini John Cooper Buggy  | Kevin Benavides      | Honda                       | Dmitrij Szotnyikov    | Kamaz           |

| Évszám | Quadok               | Quadok             |
| Évszám | Versenyző            | Típus              |
| ------ | -------------------- | ------------------ |
| 2009   | Josef Macháček       | Yamaha             |
| 2010   | Marcos Patronelli    | Yamaha             |
| 2011   | Alejandro Patronelli | Yamaha             |
| 2012   | Alejandro Patronelli | Yamaha             |
| 2013   | Marcos Patronelli    | Yamaha             |
| 2014   | Ignacio Casale       | Yamaha             |
| 2015   | Rafal Sonik          | Yamaha             |
| 2016   | Marcos Patronelli    | Yamaha             |
| 2017   | Szergej Karjakin     | Yamaha             |
| 2018   | Ignacio Casale       | Yamaha             |
| 2019   | Nicolas Cavigliasso  | Yamaha Raptor 700R |
| 2020   | Ignacio Casale       | Yamaha             |

### Győzelmek versenyzők szerint
Az alábbi táblázatban azok a versenyzők szerepelnek, akik legalább kétszer nyerték meg a Dakar-ralit.
| Versenyző            | #  | Évszám                                                                             |
| -------------------- | -- | ---------------------------------------------------------------------------------- |
| Stéphane Peterhansel | 14 | 1991, 1992, 1993, 1995, 1997, 1998, 2004, 2005, 2007, 2012, 2013, 2016, 2017, 2021 |
| Vlagyimir Csagin     | 7  | 2000, 2002, 2003, 2004, 2006, 2010, 2011                                           |
| Karel Loprais        | 6  | 1988, 1994, 1995, 1998, 1999, 2001                                                 |
| Cyril Despres        | 5  | 2005, 2007, 2010, 2012, 2013                                                       |
| Cyril Neveu          | 5  | 1979, 1980, 1982, 1986, 1987                                                       |
| Marc Coma            | 5  | 2006, 2009, 2011, 2014, 2015                                                       |
| Edi Orioli           | 4  | 1988, 1990, 1994, 1996                                                             |
| Ari Vatanen          | 4  | 1987, 1989, 1990, 1991                                                             |
| Eduard Nyikolajev    | 4  | 2011, 2017, 2018, 2019                                                             |
| Hubert Auriol        | 3  | 1981, 1983, 1992                                                                   |
| Pierre Lartigue      | 3  | 1994, 1995, 1996                                                                   |
| René Metge           | 3  | 1981, 1984, 1986                                                                   |
| Richard Sainct       | 3  | 1999, 2000, 2003                                                                   |
| Nászer el-Attija     | 3  | 2011, 2015, 2019                                                                   |
| Carlos Sainz         | 3  | 2010, 2018, 2020                                                                   |
| Ignacio Casale       | 3  | 2014, 2018, 2020                                                                   |
| Georges Groine       | 2  | 1982, 1983                                                                         |
| Firdaus Kabirov      | 2  | 2005, 2009                                                                         |
| Maszuoka Hirosi      | 2  | 2002, 2003                                                                         |
| Fabrizio Meoni       | 2  | 2001, 2002                                                                         |
| Alejandro Patronelli | 2  | 2011, 2012                                                                         |
| Francesco Perlini    | 2  | 1992, 1993                                                                         |
| Gaston Rahier        | 2  | 1984, 1985                                                                         |
| Jean-Louis Schlesser | 2  | 1999, 2000                                                                         |
| Toby Price           | 2  | 2016, 2019                                                                         |

### Győzelmek országok szerint
Az alábbi táblázatban azok az országok szerepelnek, melyek versenyzői megnyerték a ralit.
| Ország                  | #  |
| ----------------------- | -- |
| Franciaország           | 56 |
| Oroszország             | 20 |
| Spanyolország           | 15 |
| Olaszország             | 10 |
| Argentína               | 10 |
| Csehország              | 8  |
| Chile                   | 6  |
| Finnország              | 5  |
| Hollandia               | 5  |
| Katar                   | 5  |
| USA                     | 5  |
| Belgium                 | 3  |
| Japán                   | 3  |
| Ausztria                | 2  |
| Ausztrália              | 2  |
| Brazília                | 2  |
| Lengyelország           | 2  |
| Egyesült Királyság      | 2  |
| Németország             | 2  |
| Algéria                 | 1  |
| Dél-afrikai Köztársaság | 1  |
| Svédország              | 1  |